# جنگل ملی فیشلیک
جنگل ملی فیش لیک (به انگلیسی: Fishlake National Forest) یک جنگل ملی در آمریکا است.
مساحت این جنگل ۵۷۰۰ کیلومتر مربع است و در ایالت یوتا گسترده است.

## نگارخانه

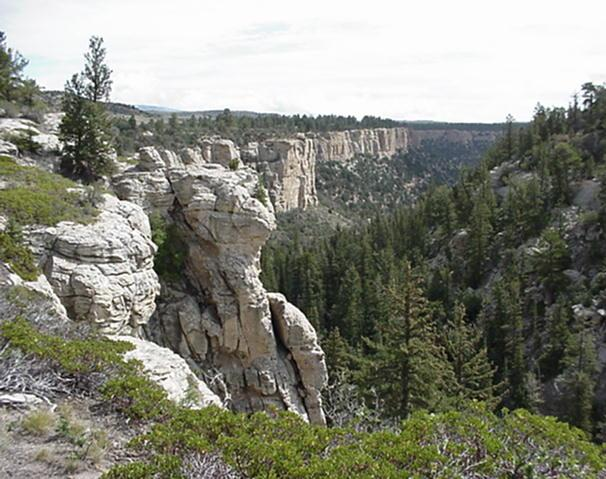
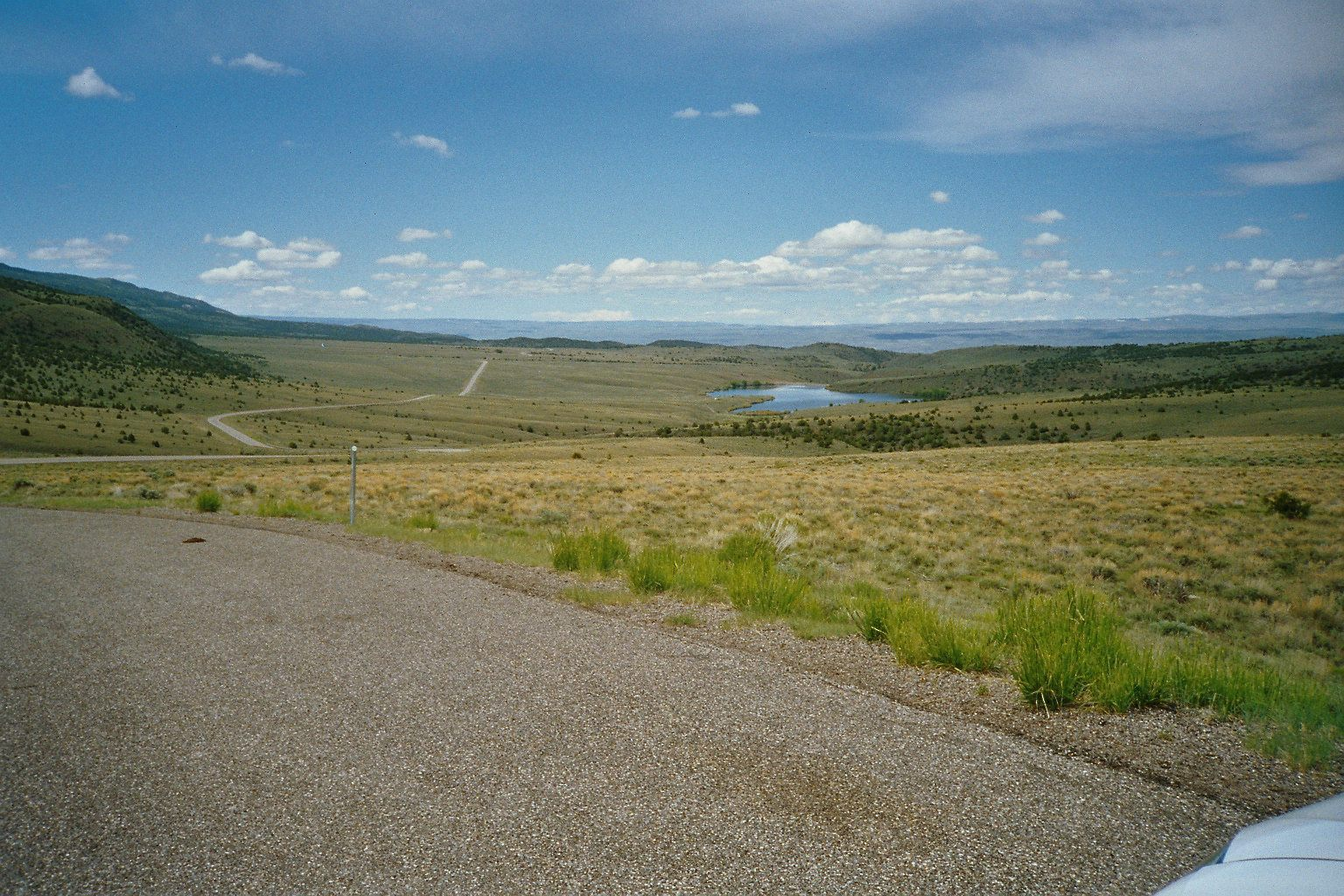
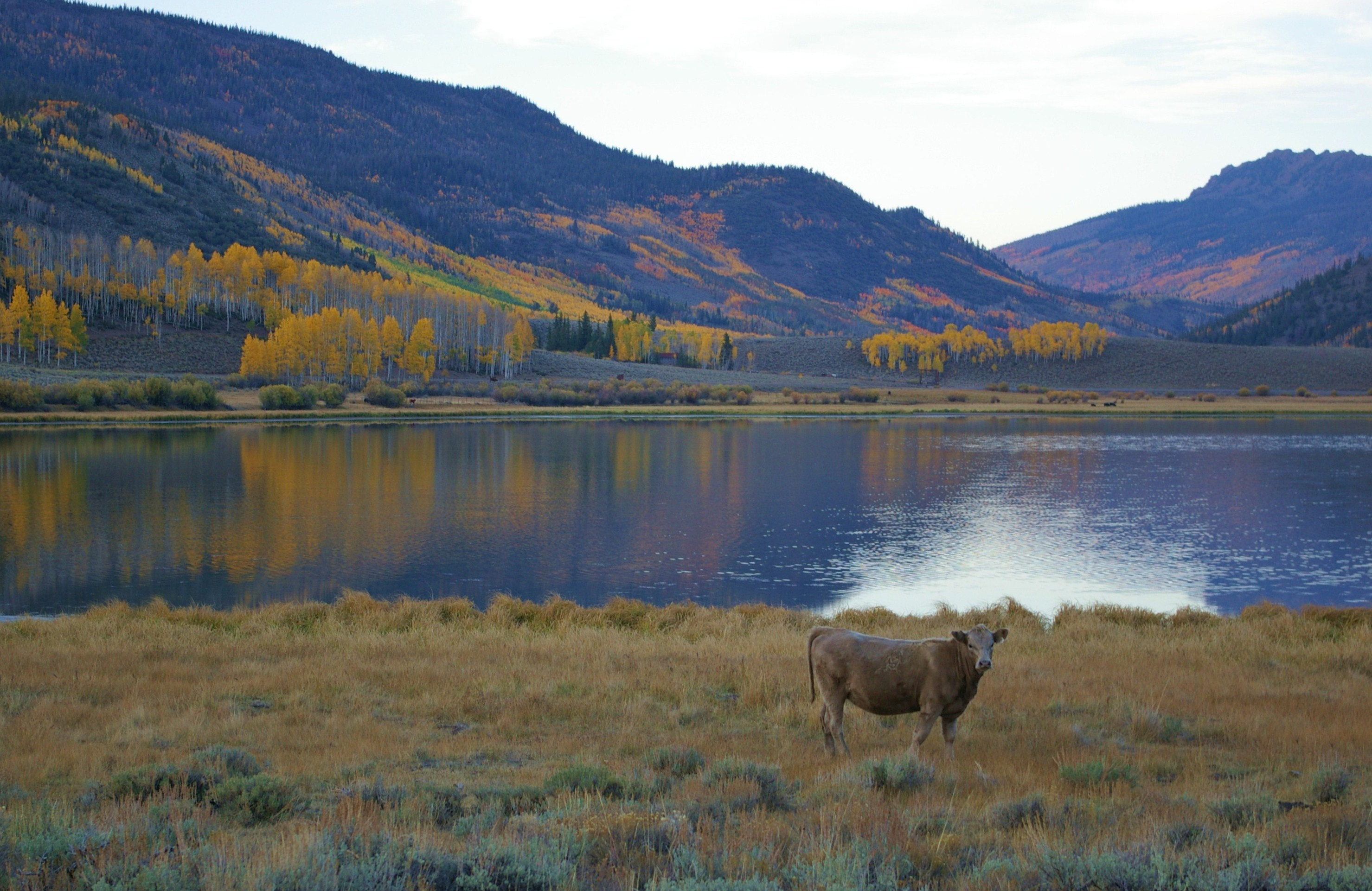
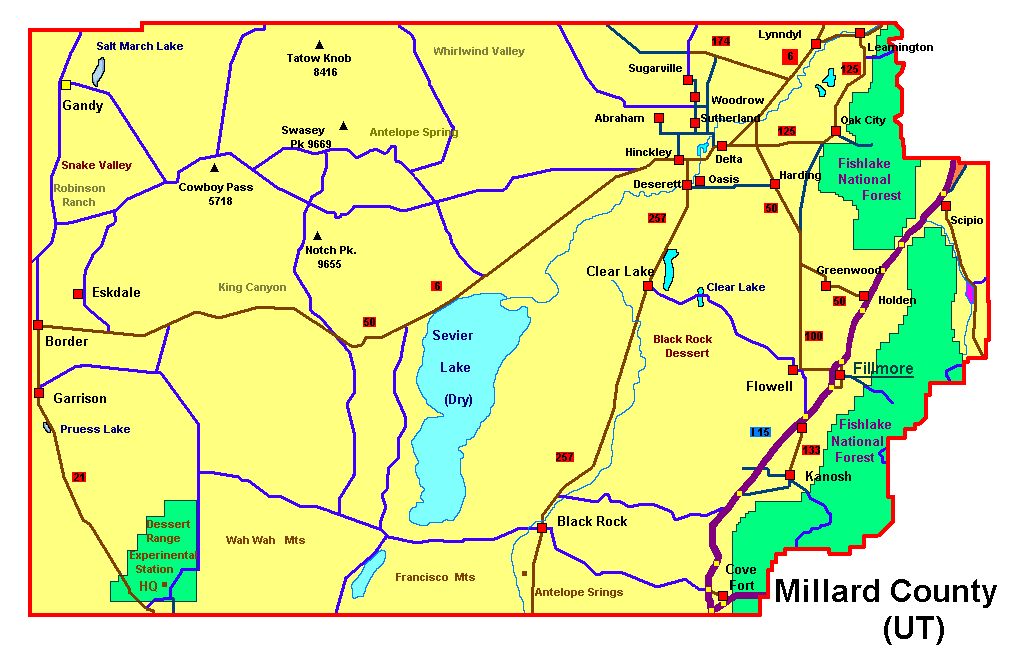